# St. Blasius (Freiburg)

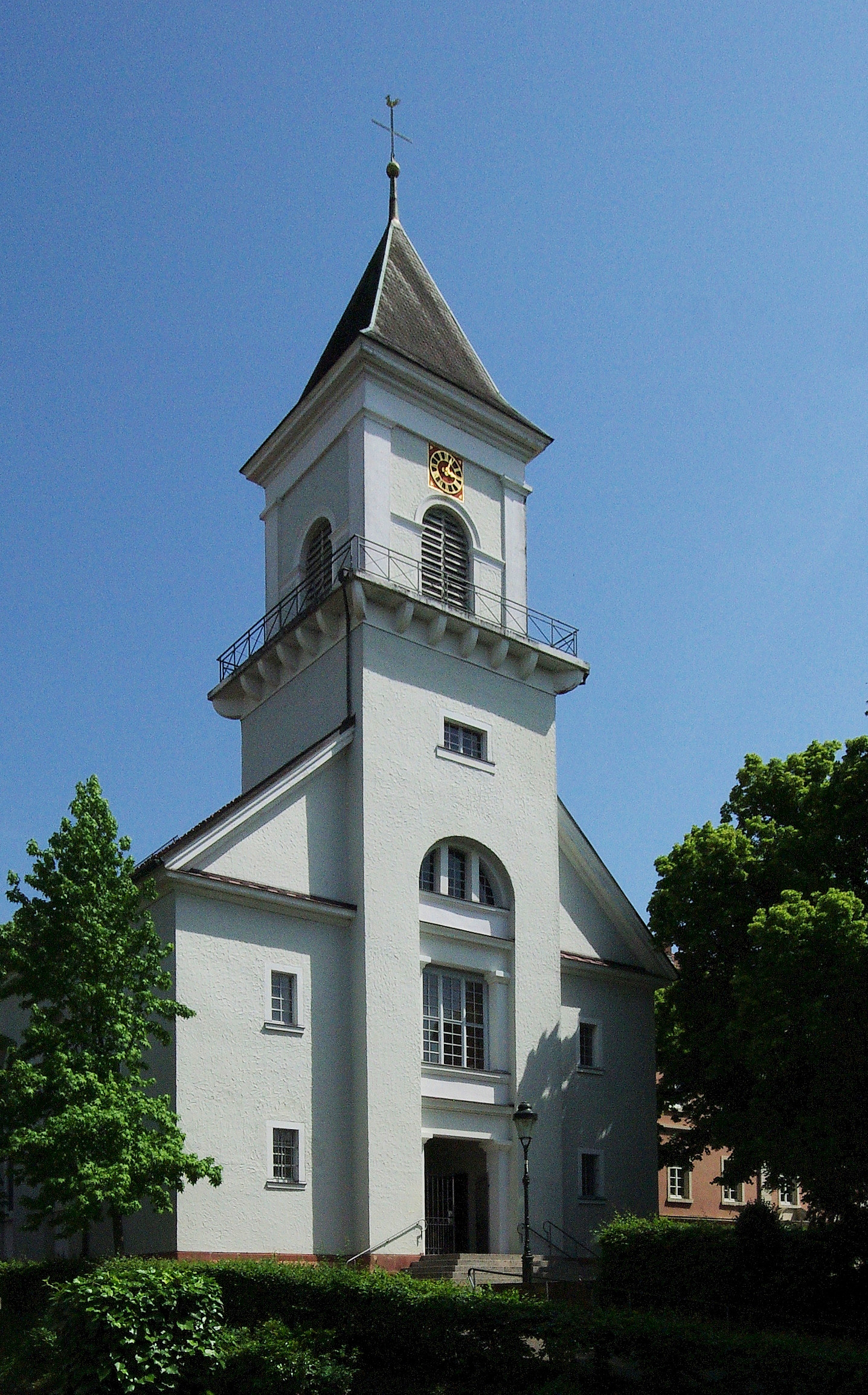
St.-Blasius-Kirche in Freiburg-Zähringen

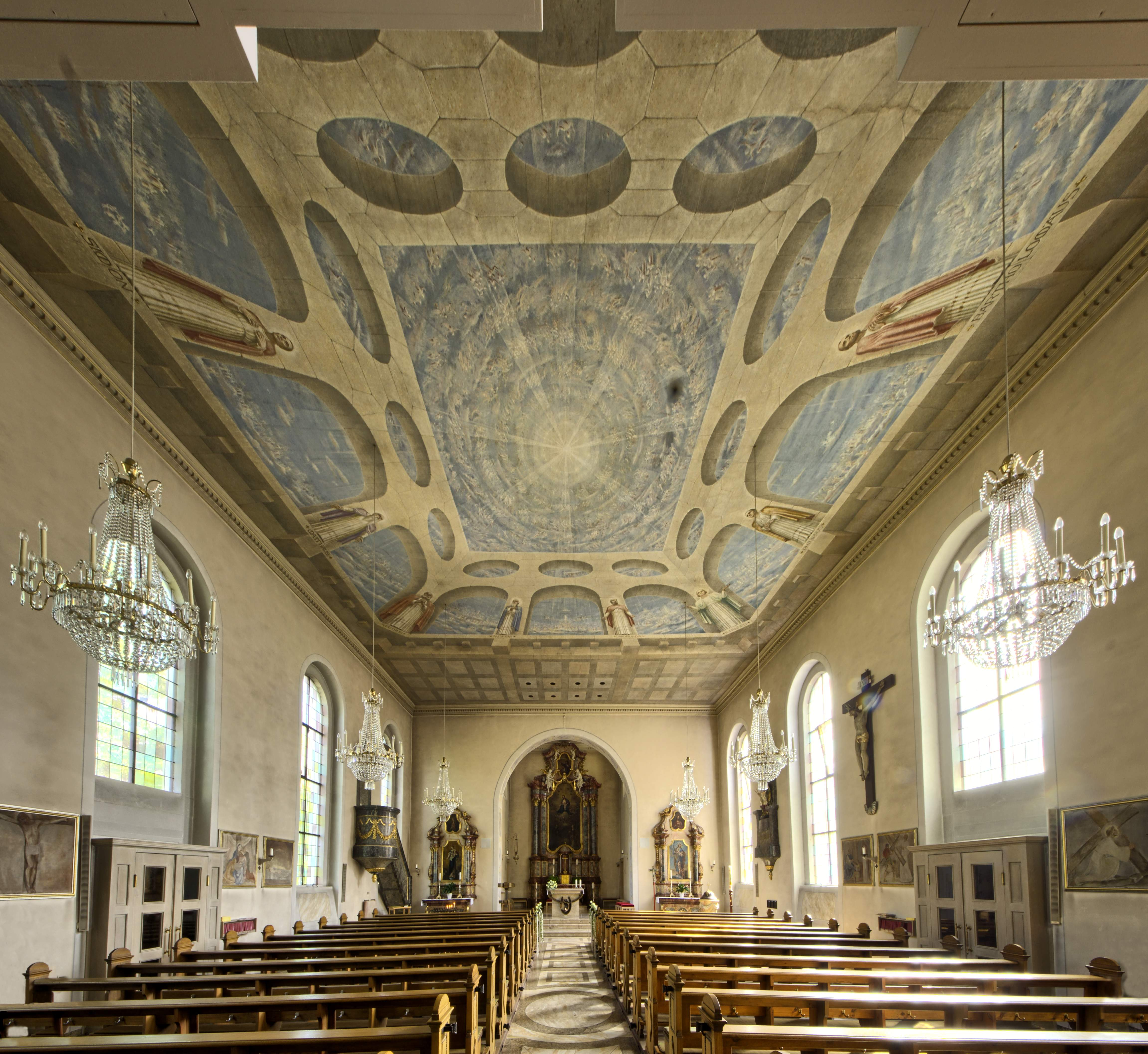
Blick ins Kircheninnere

Die Kirche St. Blasius ist eine römisch-katholische Pfarrkirche im Stadtteil Zähringen der Stadt Freiburg im Breisgau.

## Geschichte
Die Kirche wurde von 1822 bis 1824 nach Plänen von Christoph Arnold im Weinbrenner-Stil durch Maurermeister Alois Meißburger aus Kenzingen im damals noch selbständigen Dorf Zähringen erbaut. Sie ersetzte eine Vorgängerkirche auf dem Gelände des heutigen Zähringer Friedhofs, deren Patron ebenfalls der heilige Blasius war. Am 21. März 1824 wurde die Kirche eingeweiht – aber nur provisorisch durch den Freiburger Dekan und Pfarrer von St. Martin, Joseph Biechele; denn das neue Erzbistum Freiburg hatte noch keinen Bischof. Erst am 23. Juni 1991 wurde die inzwischen mehrmals renovierte Kirche nach einer erneuten gründlichen Renovierung durch Erzbischof Oskar Saier offiziell bischöflich geweiht.

## Beschreibung
Die geostete fünfachsige Saalkirche ist schlicht gehalten und mit einem Satteldach gedeckt. An das Kirchenschiff schließt sich im Osten ein rechteckiger Chor an, der durch einen einfachen Triumphbogen vom Kirchensaal getrennt ist. Belichtet wird der Kirchenraum durch große Rundbogenfenster, die mit einer Antikverglasung versehen sind. Der Turm ist fast vollständig in die westliche Fassade eingeschnitten und teilt diese symmetrisch. Durch die Abfolge Portal – Fenster – Rundbogenfenster wird die Vertikale betont. Etwas oberhalb vom First des Kirchendachs trennt ein Umgang den Turmschaft von der Turmspitze, in der die Glocken hängen und die von einem eingeknickten Zeltdach gedeckt ist.

## Ausstattung

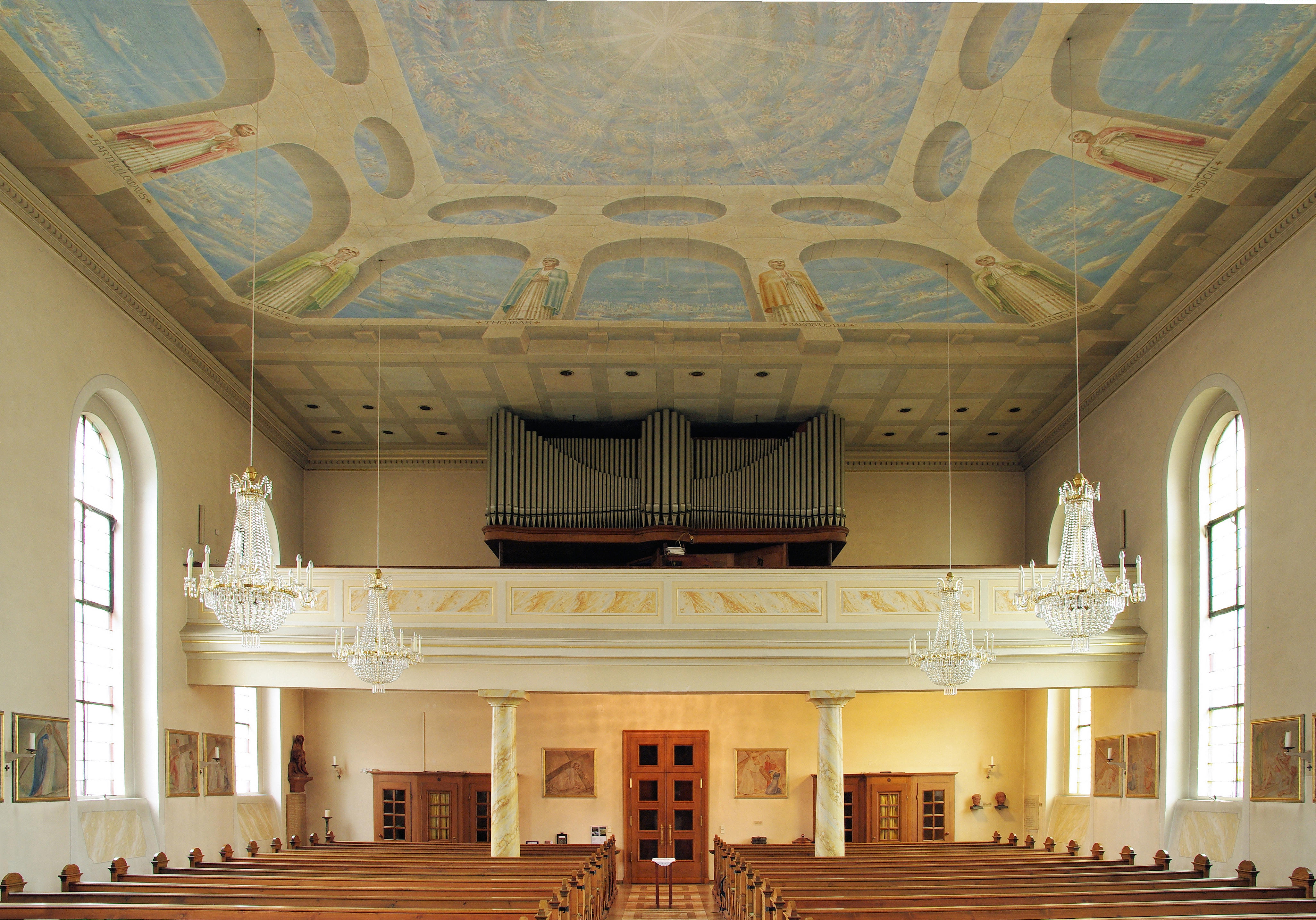
Bader-Orgel von 1937

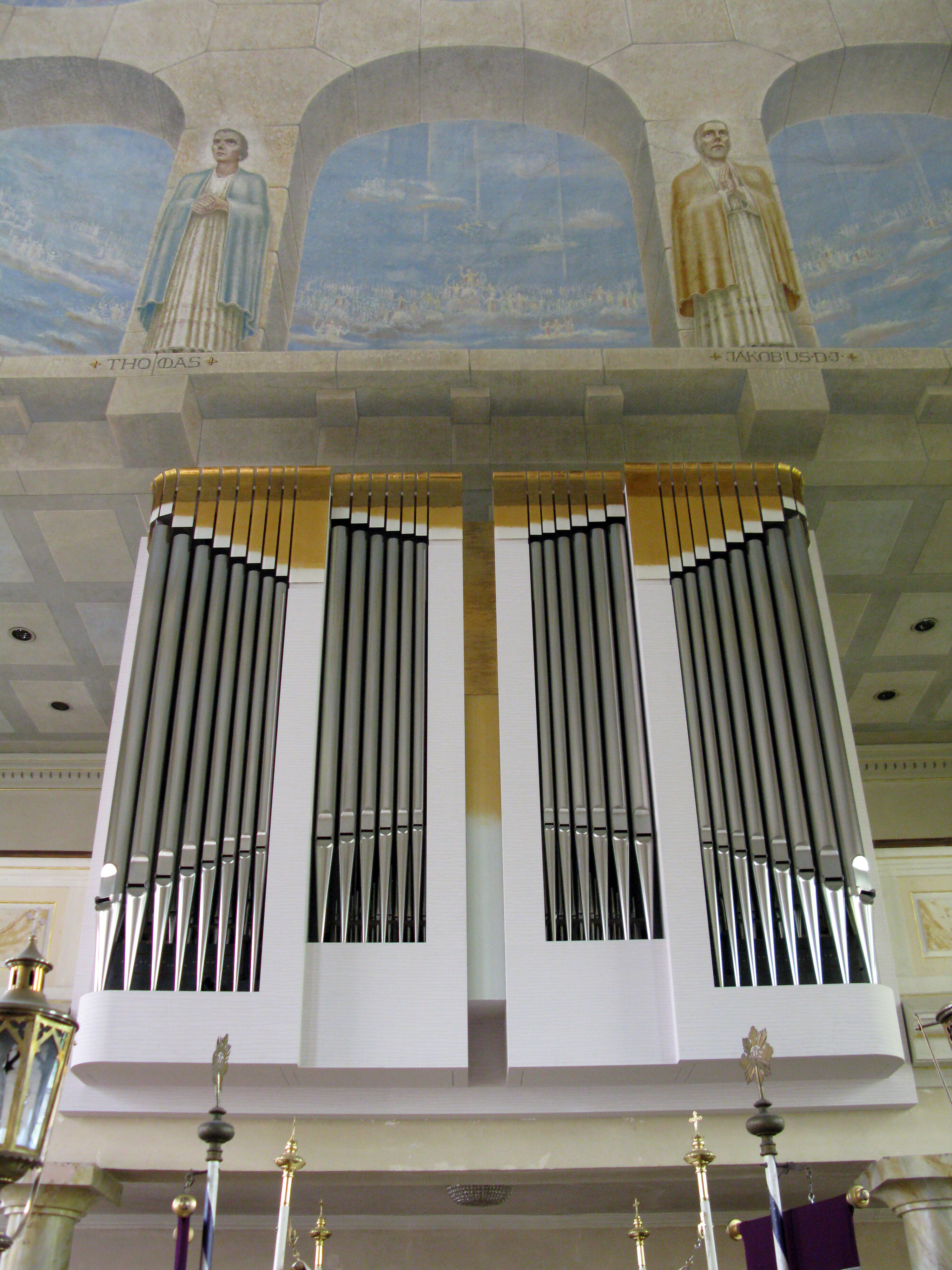
Winterhalter-Orgel

### Innenraum
Das Kircheninnere ist schlicht gehalten. Die barocken Altäre – ein Hauptaltar und zwei Seitenaltäre – stammen aus aufgehobenen Freiburger Klöstern. Die Statue des Kirchenpatrons aus dem 18. Jahrhundert wurde aus der Vorgängerkirche übernommen. Auffallend ist das Deckengemälde, das sich über die gesamte Deckenfläche erstreckt. Es stellt in Illusionsmalerei das himmlische Jerusalem dar, das sich zum Himmel öffnet. Es soll den gedrungenen Eindruck der Raumhöhe von nur neun Metern aufheben und wurde von dem Zähringer Maler Paul Meyerspeer (1897–1983) im Jahr 1924 gefertigt. Sein Bruder Walther Meyerspeer schuf die Bilder des Kreuzwegs.

### Orgel
Die Orgel aus dem Jahr 2013 stammt aus der Werkstatt von Claudius Winterhalter aus Oberharmersbach. Sie ist – ungewöhnlich – im Bereich der Brüstung der Empore aufgebaut. So konnte das Problem der geringen Raumhöhe entschärft und die Klangentfaltung optimiert werden. Die Orgel verfügt über 17 Register auf zwei Manualen und Pedal.
Die Vorgängerorgel stammte von Wilhelm Bader junior aus Hardheim. Das gedrungene Instrument an der Emporenrückwand war 1937 als Nachfolgerin eines älteren Instruments von Mathäus Schaxel eingebaut worden.

### Glocken
Im Turm hängt ein fünfstimmiges Bronze-Geläut, das der Friedrich Wilhelm Schilling aus Heidelberg im Jahr 1954 gegossen hat. Die Vorgängerglocken teilten zumeist das Schicksal vieler Geläute während der beiden Weltkriege und wurden konfisziert und eingeschmolzen. Die Angaben zu den einzelnen Glocken stehen in der folgenden Tabelle.
| Glocke | Name         | Durchmesser | Gewicht  | Schlagton |
| ------ | ------------ | ----------- | -------- | --------- |
| 1      | Christus     | 1195 mm0    | 1137 kg0 | e′+2      |
| 2      | Hl. Blasius  | 1059 mm0    | 785 kg   | fis′+2    |
| 3      | Hl. Maria    | 939 mm      | 526 kg   | gis′+1    |
| 4      | Hl. Josef    | 811 mm      | 351 kg   | h′+2      |
| 5      | Hl. Bernhard | 721 mm      | 250 kg   | cis″+2    |

## Nachweise
1. ↑  Ausführliche Beschreibung  der Orgel mit Disposition auf der Website von Claudius Winterhalter
2. ↑  Freiburg im Breisgau / Zähringen – St. Blasius – Orgel Verzeichnis – Orgelarchiv Schmidt. Abgerufen am 3. Mai 2023.
3. ↑  Glockeninspektion Erzbistum Freiburg – Kath. Pfarrkirche St. Blasius in Freiburg-Zähringen, abgerufen am 27. Mai 2019

Koordinaten: 48° 1′ 24,98″ N, 7° 51′ 55,04″ O